# اچ‌ام‌اس فینوال (اس۰۵)
اچ‌ام‌اس فینوال (اس۰۵) (به انگلیسی: HMS Finwhale (S05)) یک زیردریایی بود که طول آن ۲۹۰ فوت (۸۸ متر) بود. این زیردریایی در سال ۱۹۵۹ ساخته شد.